# 奥村則友
奥村 則友（おくむら のりとも、天保13年1月23日（1842年3月4日） - 明治20年（1887年）10月9日）は、幕末の加賀藩士。加賀八家奥村分家第15代当主。
父は加賀藩年寄奥村惇叙。母は横山隆盛の娘。子は奥村則英の妻・峯。養子は奥村則英。初名外與吉。別名他見男。家紋は「丸ノ内九枚笹」。

## 生涯
天保13年（1842年）1月23日、加賀藩年寄奥村惇叙の三男として生まれる。明治2年（1869年）、奥村分家第14代を相続していた甥奥村篤輝の死去により、家督と知行1万2000石を相続する。
明治20年（1887年）10月9日死去。享年47。家督は婿養子の則英が相続し、明治33年（1900年）に父則友の明治維新への功績により、従五位下、男爵に叙され華族となる。